# Orthosia moderata
Orthosia moderata là một loài bướm đêm trong họ Noctuidae.